# Müllerova mapa Čech
Müllerova mapa Čech je mapa německého kartografa Jana Kryštofa Müllera z roku 1720, zachycující Čechy v měřítku 1:132 000. Jde o největší starou mapu Čech – má dohromady 25 sekcí (každá 557 × 473 mm), které po složení tvoří obdélník o rozměru 2822×2403 mm. Zároveň je poslední a nejpodrobnější z Müllerových map (předtím vyhotovil mapy Uher a Moravy).
Mapování Müller zahájil v roce 1712 v Bechyňském kraji a dokončil jej v roce 1717. Samotného vydání mapy se již nedožil. Reliéf je znázorněn kopečkovou metodou se stínováním, velká pozornost je věnována říční síti, největší bohatostí mapy však je detailní zakreslení sídel a hospodářských činností, kupříkladu skláren. Mapa má také kvalitní uměleckou výzdobu, kterou navrhl Václav Vavřinec Reiner.
Tisk původní mapy se zachoval v několika exemplářích, navíc ji Müllerův pokračovatel Johann Wolfgang Wieland z praktických důvodů nechal vytisknout pouze s drobnými změnami a poněkud zmenšenu.
Národní technické museum v Praze tuto mapu připomenulo výstavou 300 let Müllerovy mapy Čech, ale, jelikož byla z příčin tkvějících v protipandemických opatřeních přístupna jen jeden týden, tak s jejím zopakováním neváhalo na přelomu let 2022 a 2023.